# Wilhelm Gädeke
Wilhelm Gädeke (* 18. April 1831 in Lübeck; † 14. November 1909 ebenda) war ein deutscher Jurist und Abgeordneter. Er war der letzte Amtsverwalter im Amt Travemünde.

## Leben
Wilhelm Gädeke war das vierte Kind und der erste Sohn des gleichnamigen Kaufmanns Wilhelm Gädeke (1798–1840) und dessen Ehefrau Wilhelmine Regine Cornelia, geb. Souchay (1806–1865), einer Nichte von Marc André Souchay. 
Er besuchte bis zum Abitur 1850 das Katharineum zu Lübeck und studierte Rechtswissenschaften an den Universitäten Göttingen, Bonn und Tübingen. 1854 und 1855 war er Stipendiat des Paulischen Familienstipendiums.
Nach seiner Promotion zum Dr. jur.  kehrte er nach Lübeck zurück und praktizierte als Advokat und Notar. 1860 wurde er als Prokurator am Lübecker Obergericht zugelassen. Ab 1. März 1864 war er Aktuar des Stadt- und Landgerichts. Am 5. Dezember 1868 wurde er zum Amtsverwalter in Travemünde ernannt. Damit war er zugleich für Verwaltung und Rechtsprechung zuständig, denn bis zur Reichsjustizreform 1877 bildete der rechtsgelehrte Amtsverwalter zugleich das Gericht erster Instanz für Travemünde.
1879 wurde das Amt Travemünde aufgehoben und dessen Verwaltungsfunktionen auf das Stadt- und Landamt übertragen. Gädeke wechselte als Oberbeamter an das Hypothekenamt. im Zuge der Neuordnung des Hypothekenwesens durch die Einführung des Bürgerlichen Gesetzbuches wurde ihm am 1. Oktober 1900 als Amtsrichter die Zuständigkeit für das Grundbuch übertragen.
Viele Jahre   war er Mitglied der Lübecker Bürgerschaft sowie zeitweilig auch im Bürgerausschuss. Er war Kirchenvorsteher der St. Lorenz-Kirche, Mitglied der Synode der Evangelisch-Lutherischen Kirche in Lübeck sowie der Gesellschaft zur Beförderung gemeinnütziger Tätigkeit und Vorsteher zahlreicher sozialdiakonischer Einrichtungen wie der Herberge zur Heimat.
Wilhelm Gädeke war seit 1860 verheiratet mit der Pianistin Clara, geb. Herrmann (1836–1863), einer Tochter von Gottfried Herrmann. Nach ihrem frühen Tod im Wochenbett heiratete er ihre Schwester, die Altistin Mathilde, geb. Herrmann (1845–1933). Aus der ersten Ehe stammten zwei Kinder, der Travemünder Pastor Hermann Gädeke (1861–1937) und der Kaufmann und Konsul in Turku Wilhelm Gädeke (1863–1936), aus der zweiten Ehe fünf Kinder, darunter die Fotografin Clara Gädeke (1871–1943).